# 605

## Родени
Хан Кубрат-създател на Стара Велика България